# 裴家营镇
裴家营镇，是中华人民共和国甘肃省武威市古浪县下辖的一个乡镇级行政单位。

## 行政区划
裴家营镇下辖以下地区：
裴家营村、哈家台村、塘坊村、王家庄村、岳家滩村、孟家庄村、高岭村、北滩村、华新村、槐湾村、下川村、中川村和小岭滩村。